# Kevin Peeters
Kevin Peeters   (Lier, 5 de febrer de 1987) és un ciclista belga, professional del 2006 al 2015.

## Palmarès
Palmarès de Kevin Peeters.
- 2014
  - 1r al Gran Premi Criquielion
  - Vencedor d'una etapa als Dos dies de Gaverstreek